# Buscándose la vida
Buscándose la vida es el primer y único disco del grupo de punk español The Meas.

## Lista de canciones del CD
1. Ja, ja, ja
2. -N-N-N-N
3. Ponte wapa
4. Campos de concentración
5. Carnaval
6. Híper
7. Mili sí
8. Perros de prensa
9. Poesía
10. Sin sitio para vivir
11. El sol sale por el Este
12. Juegos de rol
13. Tom co' Jones
14. Francamente
15. Kontaminación
16. Dinero y miseria

## Personal
- Paulino Ortiz de Zarate (Evaristo; Ex La Polla Records y The Kagas): Voz
- Juan Mari Martínez de Luzuriaga (Jon; Miembro de Kañería 13 y Ex The Kagas): Bajo
- Alfonso López de Munain Gudari (Yul; Ex RIP y The Kagas): Guitarra
- José Ramón Ruiz de Gauna (Txerra; Ex RIP y The Kagas): Batería